# Різдвяна листівка

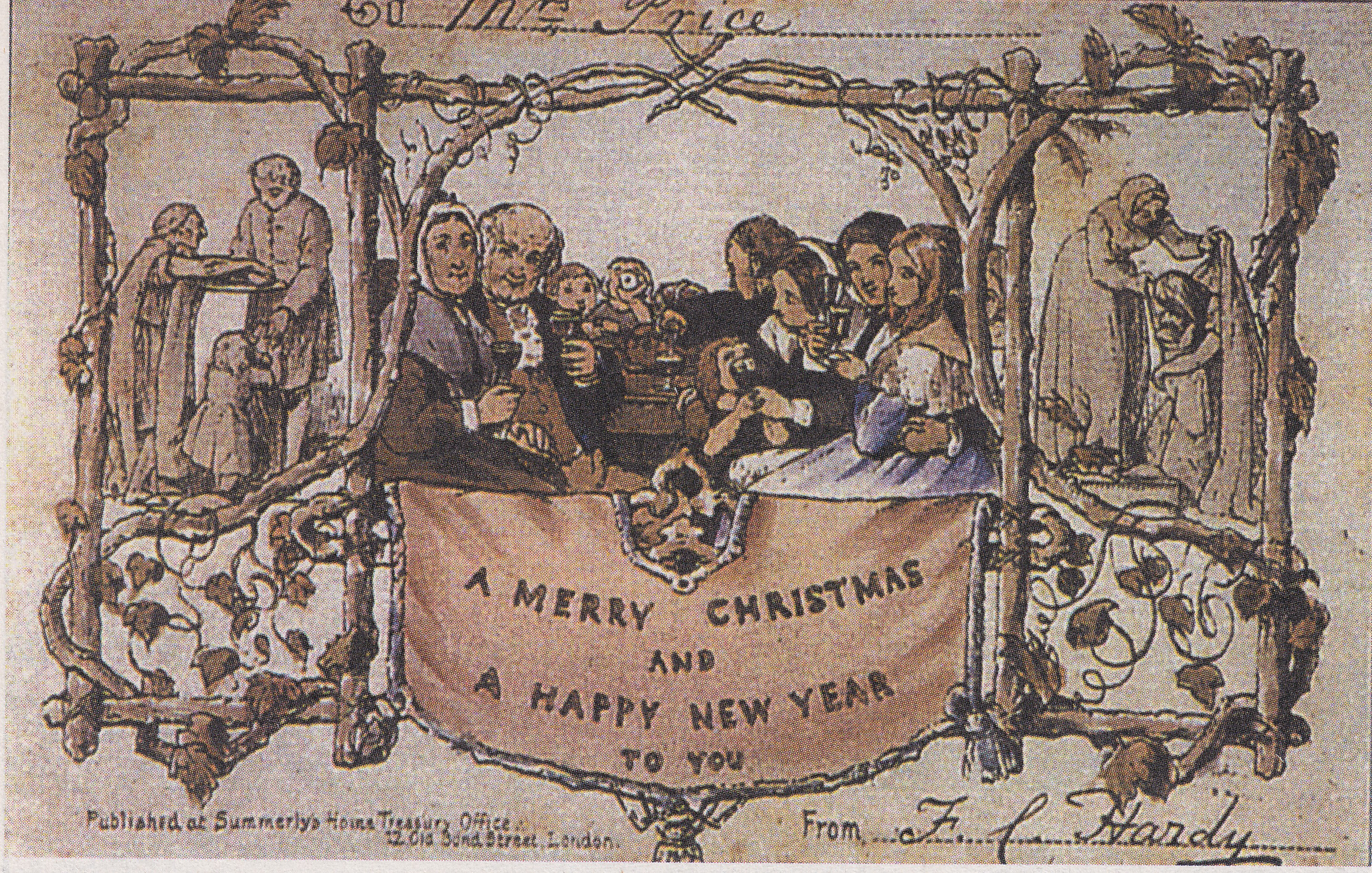
. Перша у світі різдвяна листівка. Лондон, 1843 рік

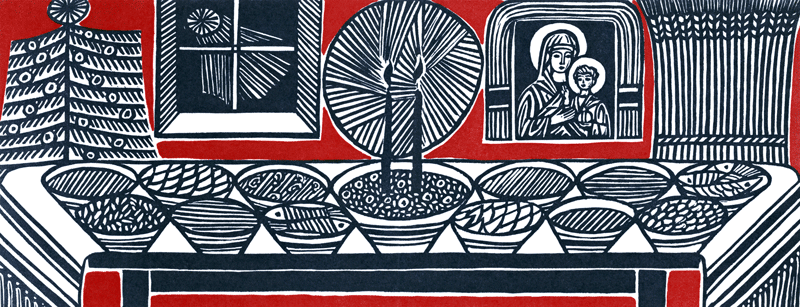
Різдвяна листівка Я. Гніздовського

Різдвя́на листі́вка — листівка, яка покликана передати святковий настрій напередодні Різдва.
У ХХ ст. в умовах витиснення релігії із суспільного життя різдвяна листівка залежно від країни частково або повністю перетворилась на новорічну вітальну картку.

## Опис

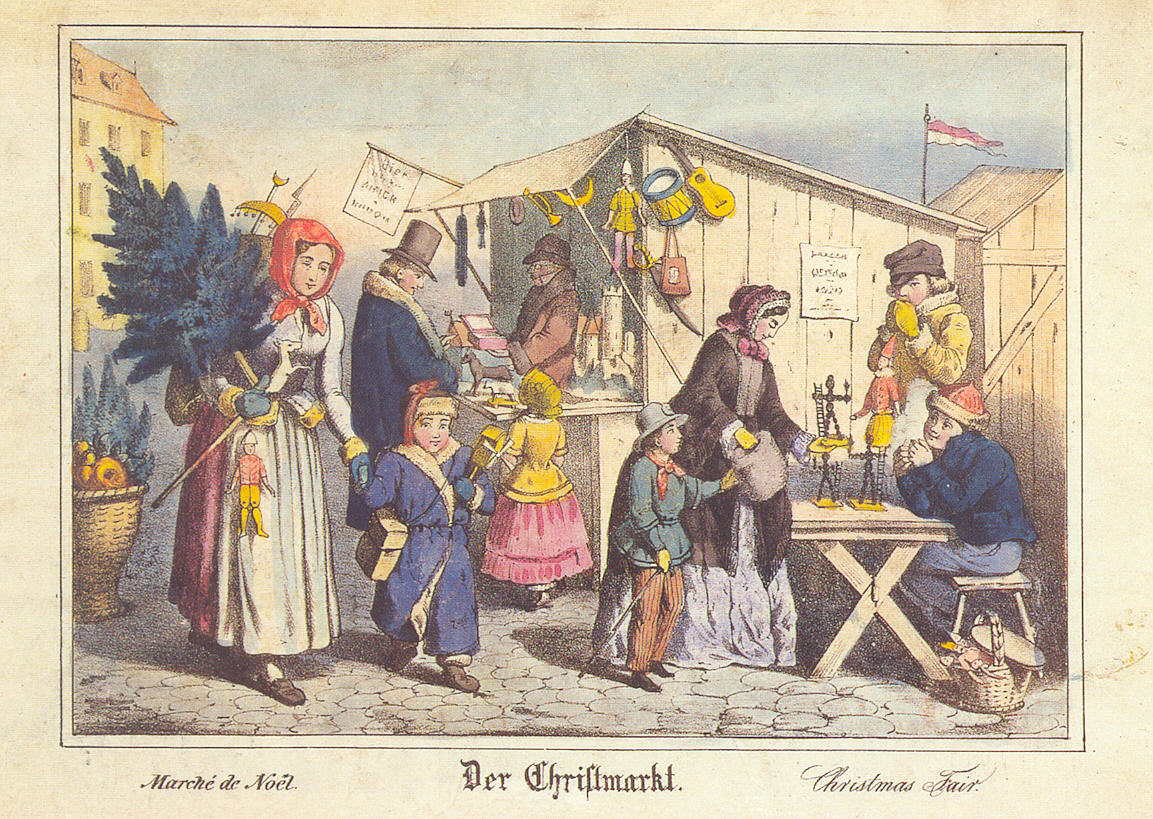
Поштівка «Різдвяний ярмарок у Нюрнбергу». Німеччина, XIX ст.

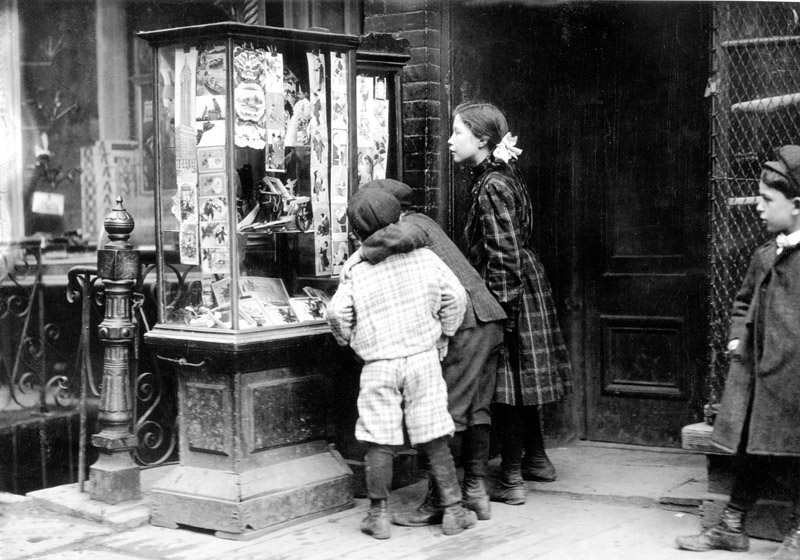
Діти розглядають різдвяні листівки. Фото The New York Times, 1910 рік

Сюжет різдвяних листівок безпосередньо пов'язаний з історією Різдва, а отже на них зображене народження Христа або християнська символіка, зокрема Вифлеємська зірка або голубка, що уособлює Святий Дух. У Європі і США великий попит мають світські листівки з традиційними різдвяними персонажами, такими як Санта Клаус, сніговик, олень, святкові атрибути (свічки, ялинкові прикраси, ялинки, падуб), різдвяні розваги (колядування, святкові покупки) та інші ознаки цієї пори року (сніг, природа північної зими). Деякі листівки представляють ностальгічні сценки минулого, наприклад, жінок у кринолінових сукнях на вулицях XIX ст. Або містять гумористичні зображення Санти та його свити.
Поштівки випускаються з традиційним привітанням: «З Новим роком і Різдвом Христовим!» Окрім цього, існує безліч різних текстів від висловлювань релігійних почуттів, написання молитов, біблійних віршів до світських побажань і вітань зі святом.

## Історичний огляд

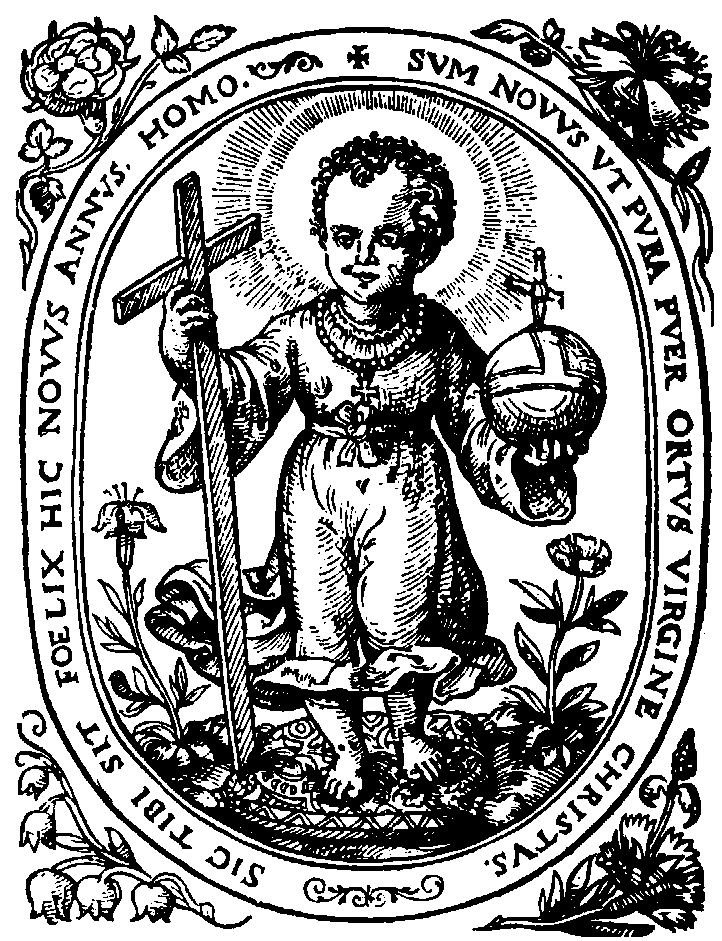
Гравюра на дереві XVI ст., прообраз різдвяної листівки. Підпис латиною: Я — Христос Дитина, народжена від чистої Діви. Смертний, нехай новий рік для тебе буде щасливим.

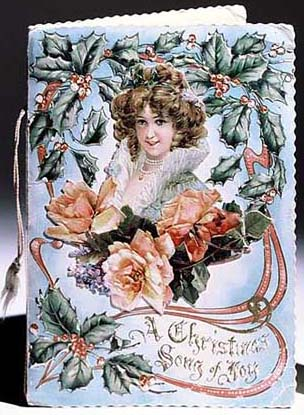
Різдвяна поштівка. США, 1880 рік

Прообразом сучасної святкової листівки слід вважати середньовічні гравюри, присвячені народженню Ісуса Христа.
У XV ст. у Німеччині практикувалось дарування рідним Andachtsbilder, свого роду вітальної листівки з малюнком Немовляти і надписом «Ein gut selig jar» («Доброго і благословенного року»). У Нідерландах у XVI ст. були поширені «sanctjes» (буквально «святий»), своєрідні листівки із зображенням Святого Миколая. Ще більше наблизили появу листівок так звані «Шматочки Різдва», які робили на початку XVIII ст. школярі. На великому папері з вигравіюваними (з 1820 року кольоровими) краями вони писали батькам привітання зі святом, щоб показати, наскільки добре покращився їхній почерк за останній рік. У XIX ст. зароджується традиція надсилати вітання поштою.
Перша масова листівка була випущена 1843 року в Лондоні на замовлення Генрі Коула за ескізом ілюстрації Джона Каллкотта Горслі. Поштівка одразу набула слави скандальної, оскільки зображувала малу дитину, яка дудлила вино. Однак попри все ідея припала до душі споживачам. Було надруковано партію карток, що складалась з 2050 примірників вартістю один шилінг за кожну. До початку XXI ст. їх у приватних колекціях залишилось близько десятка. У 2001 році таку поштівку на аукціоні у Великій Британії продали за рекордні 22,5 тис. фунтів стерлінгів.
Спочатку вітальні картки рідко містили зимову або релігійну тематику, натомість надавали перевагу квітам, феям та іншим химерам, які мали нагадати про наближення весни. Надзвичайно популярні були веселі і сентиментальні образи дітей і тварин, святкові прикраси тощо. 1875 року Льюїс Пранг (1824—1909), відомий як «батько американської різдвяної листівки», започаткував випуск поштівок у США. Однак поява дешевих підробок, які завалили ринок, змусили його згорнути справу 1890 року.
Великої популярності набули листівки американської художниці Френсіс Брундаж (1854—1937). Персонажами її робіт були привабливі діти вікторіанської доби.
Виробництво різдвяних листівок у ХХ ст. виявилось прибутковим бізнесом для багатьох канцелярських фірм. Дизайн поштових карток постійно розвивався із зміною смаків і видавничих технологій. Світові війни породили випуск поштівок з патріотичним змістом. У 1950-х роках з'явились малюнки відомих анімаційних персонажів. Водночас у продаж поступили картки із сумнівними жартами. Протягом усієї історії різдвяної листівки затребуваними залишились ностальгічні, сентиментальні та релігійні образи. У XXI ст. відновили виробництво вікторіанських карток.

## Українські різдвяні листівки

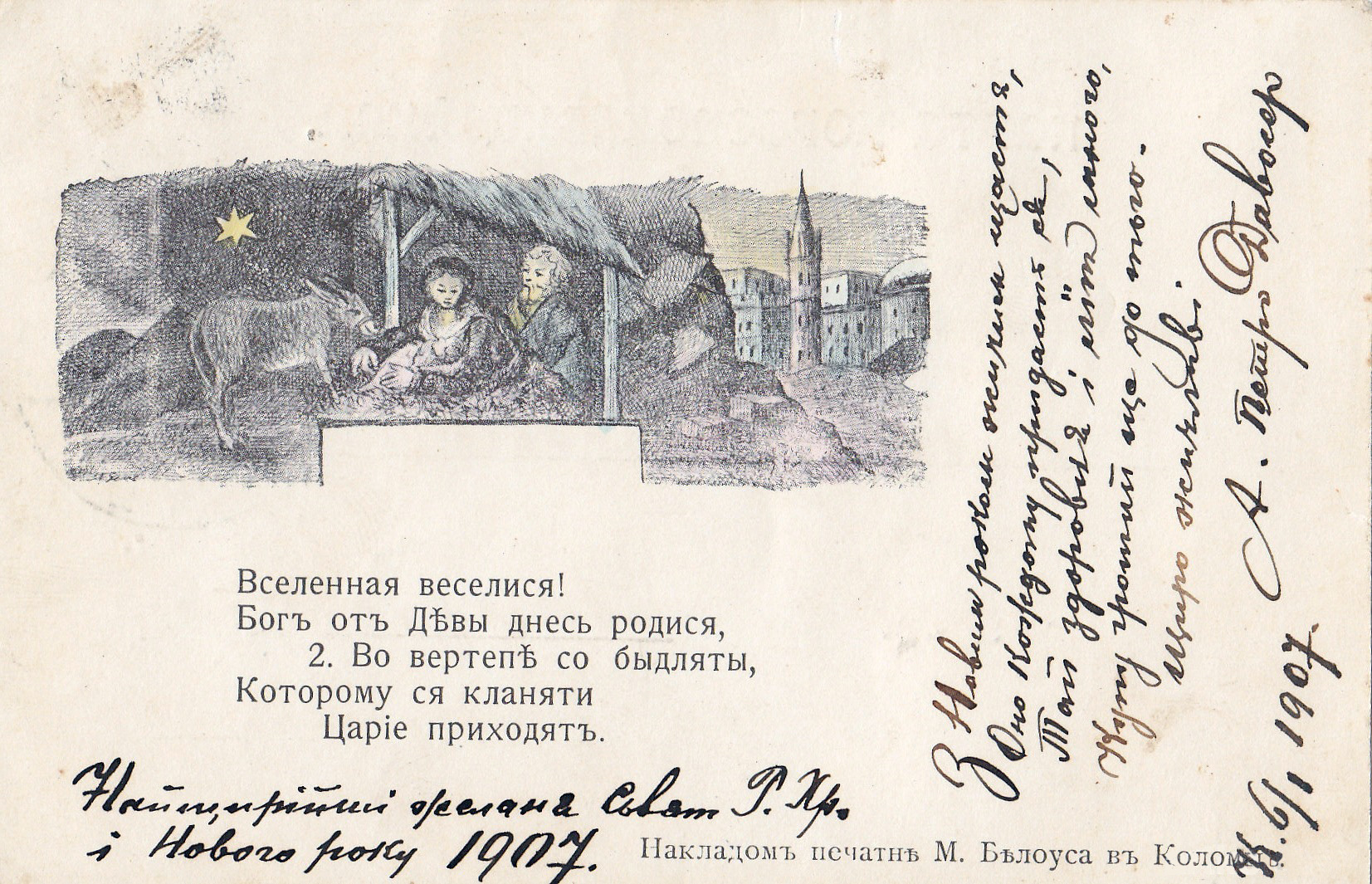
Листівка, видана у Коломиї. Підпис: «З Новим роком, жичим щастя / Оно кождому придасть ся / Та й здоровля і літ много / Купу грошей ще до того. Найщирійші желаня Сьвят Різдва Христового і Нового року 1907».

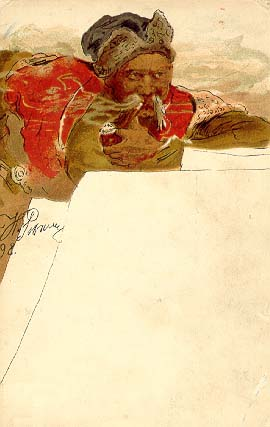
Ілля Рєпін. Перша різдвяна поштівка з українською тематикою, 1898 рік

Закордонна різдвяна поштівка з українським вітанням. Початок ХХ ст.

1898 року російська Община Святої Євгенії за акварельними малюнками відомих петербурзьких художників видала серію різдвяних листівок з 10 штук накладом у 10 тис. примірників. Серед них Іллею Рєпіним була підготовлена поштівка «Запорожець», яку, напевно, слід вважати першою «українською» різдвяною листівкою. Щоправда, у сучасному розумінні її важко назвати різдвяною, оскільки на ній відсутні будь-які ознаки святкової картки. Тут зображений запорізький козак з люлькою, а майже 2/3 частини залишено для написання привітання.
Одним з перших художників, який працював над створенням українських листівок, був Осип Курилас (1870–1951). Частина його карток була підготовлена до зимових свят («Різдво Христове», «Святий вечір», «Колядники»). Олена Кульчицька (1877–1967) у своїх вітальних листівках («Різдво Христове», «Вифлеємська зірка» та ін.) використовувала такі святкові символи, як фігурки янголів, дзвони та інші. В її орнаментах простежується популярний тоді стиль модерну. Святослав Гординський підготував цикл «Українські колядки», кожна листівка якого вирізняється оригінальною орнаментацією, насиченістю рослинними та анімалістичними мотивами, оформленням геометричними формами. Антін Манастирський (1878–1969) для новорічних і різдвяних листівок використовував образ маленького хлопчика-козака, який у поштівці «Слава во вишніх Богу» разом з ангелами прославляє новонародженого Христа. Особливо виразною стала серія листівок львівського графіка Мирона Левицького. Його твори «Різдво Христове», «Тріє царі несуть дари», «Коляда на Запорожжі», «Просфора в староукраїнській хаті» сповнені національним колоритом. У 1912–1913 роках у Львові видані різдвяні картки «Колядники», «В ніч під Різдво», «Святковий вечір» за ескізами українського живописця і графіка Ярослава Пстрака (1878–1916).
На вітальних листівках традиційно містили сюжетне зображення або символічні мотиви свята — зірка, ясла зі святим Немовлям на сіні, Марія з Ісусом, ангели, пастушки, Йосип та волхви, а також тварини (віл, осел, вівці). Художники часто вводили елементи пейзажу, архітектури та різні побутові деталі.
На початку ХХ ст. святкові листівки друкувались у кількох видавництвах, зокрема видавництві Якова Оренштайна, «Галицька накладня» в Коломиї, львівських видавництвах «Союзний базар», «Українська преса», «Видавництво артистичних карток Григорія Гануляка», «Русалка», «Сокільський базар», «Преса», «Зоря», «Українське мистецтво», «Відродження», «Нова хата», «Тема», книгарні «Рідна школа», громадській організації «Комітет допомоги вдовам і сиротам священиків у Львові».
Українські видавницта довоєнного часу із поліграфічною продукцією у Перемишлі: «Народний базар»; у Коломиї: «Галицька накладня»; у Кракові: «Українське видавництво»; у Празі: «Видавництво Ю. Тищенка». Окрему групу складають художні листівки, що вийшли накладом українських громадських організацій — Пласту, Основи, Українського педагогічного товариства та ін....
Водночас українці використовували іноземні картки, на яких умільці друкували вітання українською мовою.
Мешканці Західної України до 1939 року відправляли один одному листівки польською мовою. Навіть, якщо вітання писали українською, адресу все одно вписували польською, оскільки в іншому випадку поштівка не доходила до пункту призначення.
Серед українських вітань довоєнної доби найпоширенішими були: «Веселих свят!», «З Рождеством Христовим!», «З Днем Рождества Христового», «З нагоди Різдва Христового», «Найщиріші желання веселих свят та щасливого Нового Року», «Бажаю Панству Веселих Свят».

## Радянські новорічні поштівки

Дружини радянських військових, які служили на приєднаних територіях, вітали своїх родичів і знайомих зарубіжними листівками

У СРСР замість різдвяних поштівок випускали новорічні

У період панування войовничого атеїзму і викоренення релігії в СРСР різдвяні поштівки були заборонені і замінені на новорічні. Перші радянські вітальні листівки кустарного виробництва з'явились у 1920-х роках.
Після окупації 1939 року Західної Білорусі, Західної України і Балтії родичі військових стали поширювати по СРСР зарубіжні листівки. Їх примудрились перетворити на поштівки багаторазового використання, стираючи з них старі вітання і підписуючи заново. Були в обігу до середини 1950-х років.
Випуск листівок на державному рівні розпочався під час Німецько-радянської війни. У грудні 1941 року видавництво «Искусство» підготувало спеціальну серію поштівок патріотичної тематики. Надписи мали надихати бійців Червоної армії на перемогу у війні: «З Новим роком, товаришу фронтовик! У 1942 році бажаємо тобі нових подвигів і повної перемоги над ворогом. Смерть німецьким окупантам», «Новорічний привіт героїчним захисникам Батьківщини!», «З Новим роком, товариші бійці, командири і політпрацівники! В ім'я Батьківщини вперед, на повний розгром ворога!» тощо.
Масовий випуск поштових карток поновився в 1953 році. Друк поштівок здійснювало поліграфічне підприємство «Держзнак».
Листівки тієї доби мали виконувати агітаційно-пропагандистську функцію. Так, на них прославлялись досягнення Радянського Союзу. Разом з новорічними мотивами з'являються сюжети на тему освоєння космосу та розвитку техніки. Дід Мороз малюється як активний учасник державного і громадського життя: він літає у космос, будує Байкало-Амурську магістраль, працює на ЕОМ, готується до Олімпіади. За М. Хрущова випускались листівки, присвячені освоєнню цілини, які після його усунення масово вилучались з поштових відділень.
У 1950-ті роки характерними були зображення радянської символіки, Червоної площі, башт Кремля, будівлі МДУ, машин, вітрин магазинів, подарунків. Пізніше традиційними персонажами листівок окрім Діда Мороза стали Снігуронька, сніговик, діти, лісові звірята.
У 1960-х роках з Балтії поширюються фотолистівки з ялинкою, шампанським. Згодом набуває популярності фотомонтаж з ялинковою гілкою, новорічними кульками і палаючою свічкою.
У 1950-ті з'являється, а з середини 1970-х становиться типовим сюжет «П'ять хвилин до Нового року» (пор. із сюжетом пісні про п'ять хвилин з радянського фільму «Карнавальна ніч»). Окрім звичайних годинників тиражуються Куранти Спаської башти, як символ радянської влади.
Нарешті, у 1990-х роках на вітальних картках з'являються тварини-символи східного гороскопу.
В УРСР поштівки відрізнялись від загальносоюзних переважно аполітичним змістом та українськими привітаннями: «З Новим роком!», «Вітаємо з Новим роком!» тощо.

## Повстанські різдвяні листівки

Повстанська різдвяна поштівка

Під час Другої світової війни в Галичині налагодили кустарний випуск українських різдвяних карток, які з огляду на військову годину значно поступалися якістю. Їх відтворювали на друкарських машинках, циклостилі або методом штампування. Часом підпільний художник на папері розфарбовував аквареллю візерунок чи простий малюнок і доповнював його вітальним текстом.
Окрім різдвяних мотивів на них були зображені Софія Київська, собор святого Юра, карпатські краєвиди, а також типові для всієї повстанської агітаційної продукції образи княжих дружинників, козаків і повстанців.
Пресове Бюро Закордонного Представництва УГВР підготувало серію вітальних карток, які з 1946 року друкувались у містах Регенсбург, Зальцбург, Новий Ульм та Мюнхен. Випуском листівок, а заразом бофонів і марок Підпільної пошти України займались Любомир Рихтицький (псевдо — Степан Любомирський) та Степан Ґоляш. Імена художників в умовах конспірації, як правило, не розголошувались. Відомо, що деякі листівки зробили, наприклад, Юрій Костів, А. Каника та «Лев» (псевдонім Мирона Левицького).
Ці поштівки переважно поширювались на еміграції. Хоча в одиничних випадках вони також потрапляли й до українського підпілля.

## Вітальні листівки української діаспори
На еміграції випуск різдвяних листівок не припинявся. До цієї справи активно долучились художники української діаспори, зокрема Яків Гніздовський (1915–1985).
Поштівки не тільки нагадували закордонним українцям про батьківщину. Їх також розповсюджували для збору коштів на підтримку боротьби за незалежність України.

## Сучасні листівки
Відродження різдвяних листівок в Україні відбулося з кінця 1980-х років. На поштівку повертаються сюжети народження Христа, зображення церкви, Вифлеємської зірки, дідуха, колядників тощо.
З розвитком Інтернету, особливо електронної пошти й соціальних мереж, понад сторічна традиція відправлення вітальних листівок стала поступово занепадати. Натомість деякі видавничі фірми (наприклад, Hallmark) переорієнтовуються на випуск E-листівок.
2010 року в Університеті Глазго за допомогою нанотехнологій створили найменшу різдвяну листівку у світі, яка трохи більша за людську волосину й має розмір 200x290 мікрон. На ній зуміли зобразити ялинку з кульками й святкове привітання.

## Різдвяні вітання мовами світу

Одна з перших листівок відродженої України. 1992 рік

Традиційні привітання українською мовою «З Новим Роком та Різдвом Христовим» або «Веселих свят» на листівках у перекладі деякими іншими мовами:
- албанська: Gëzuar Krishtlindjet dhe Vitin e Ri
- англійська: Merry Christmas and a Happy New Year
- баскійська: Gabon Zoriontsuak eta urte berri on
- болгарська: Весела Коледа и Честита Нова Година
- в'єтнамська: Chúc mừng Giáng Sinh
- галісійська: Bo Nadal e Feliz Aninovo
- голландська: Prettige kerstdagen en een gelukkig nieuwjaar
- грецька: Καλά Χριστούγεννα και ευτυχισμένος ο Καινούριος Χρόνος
- грузинська: გილოცავთ შობა-ახალ წელს
- данська: Glædelig jul og godt nytår! або  God jul
- естонська: Häid jõule ja head uut aastat
- ісландська: Gleðileg jól og farsælt nýtt ár
- індонезійська: Selamat Hari Natal dan Tahun Baru
- ірландська: Nollaig Shona Duit
- іспанська: Feliz Navidad y próspero Año Nuevo
- італійська: Buon Natale e Felice Anno Nuovo
- каталонська: Bon Nadal i Feliç Any Nou
- латиська: Priecīgus Ziemassvētkus un laimīgu Jauno gadu
- литовська: Linksmų šventų Kalėdų ir laimingų Naujųjų metų
- македонська: Среќна Нова Година и честит Божиќ
- малайська: Selamat Hari Krismas dan Tahun Baru
- мальтійська: Il-Milied Hieni u s-Sena t-Tajba
- монгольська: Зул сар болон Шине жилийн баярын мэнд хүргье
- німецька: Fröhliche Weihnachten und ein glückliches/gutes Neues Jahr
- норвезька: God jul og godt nyttår
- перська: کریسمس و سال نو مبارک
- польська: Wesołych Świąt i Szczęśliwego Nowego Roku
- португальська: Feliz Natal e um Feliz Ano Novo
- російська: С Новым Годом и Рождеством
- румунська: Crăciun Fericit și La mulți ani
- словацька: Veselé Vianoce a Štastný Nový rok
- угорська: Kellemes Karácsonyi Ünnepeket és Boldog Új Évet  або Buék
- урду:آپکو بڑا دن اور نیا سال مبارک ہو
- філіппінська: Maligayang Pasko at Manigong Bagong Taon
- фінська: Hyvää joulua ja onnellista uutta vuotta
- французька: Joyeux Noël et Bonne Année
- хорватська: Čestit Božić i sretna Nova Godina
- чеська: Veselé vánoce a šťastný nový rok
- шведська: God Jul och Gott Nytt År

## Галерея

### Різдвяні листівки кінця XIX— початку ХХст.

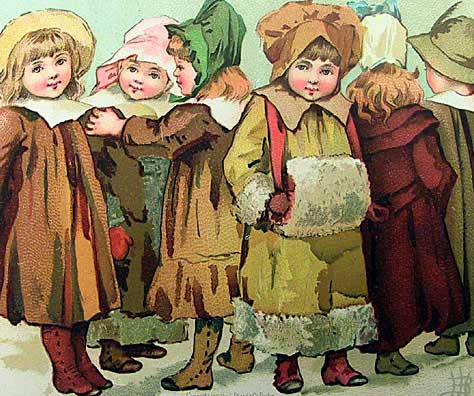
Льюїс Пранг. XIX ст.
Льюїс Пранг (?), XIX ст.
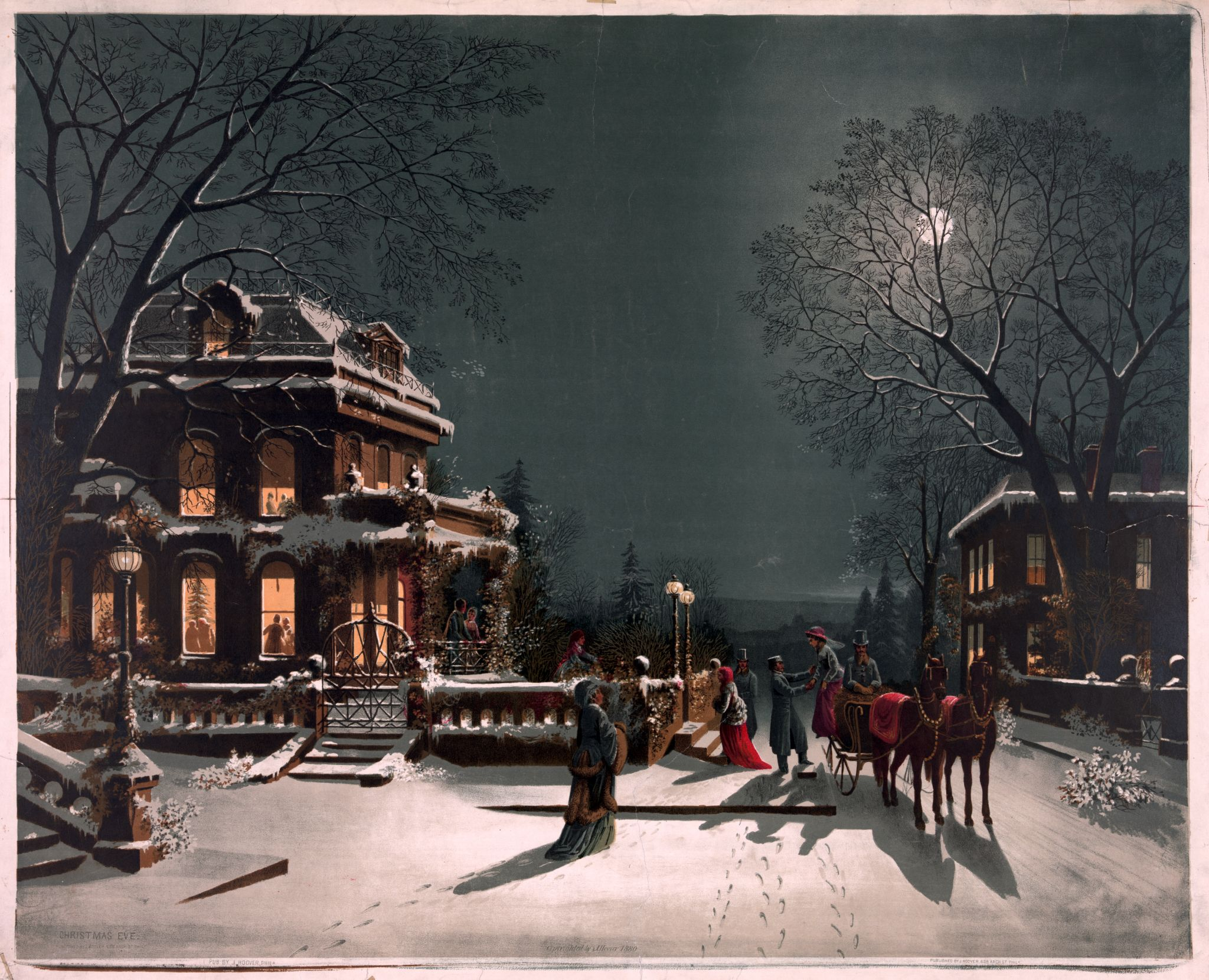
Дж. Гувер. «Святвечір», 1880
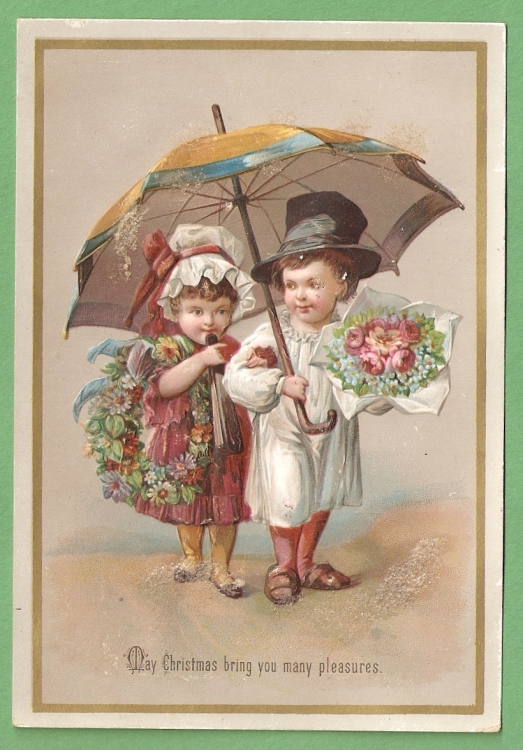
Вікторіанська листівка, 1885
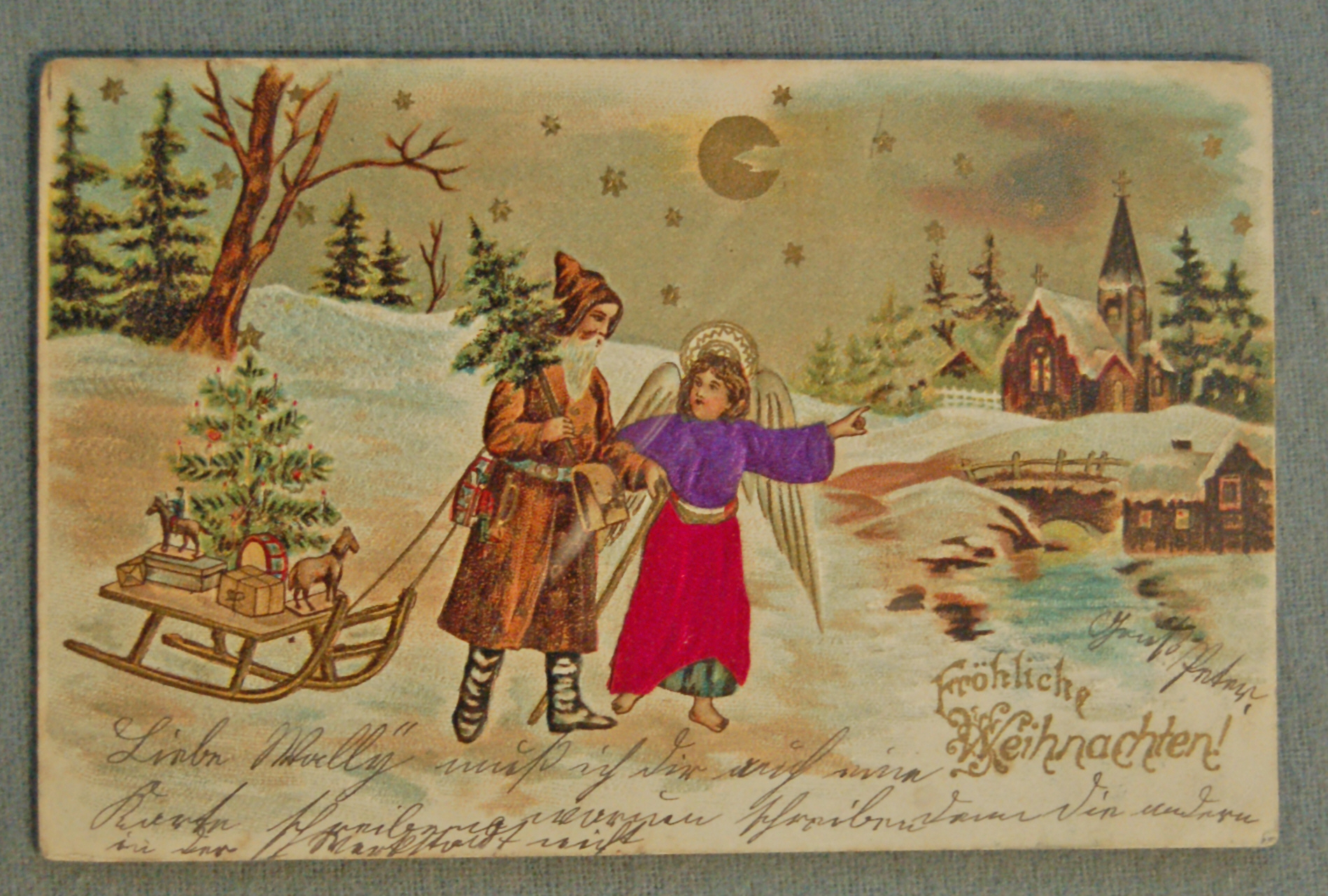
Німецька поштівка, бл. 1900
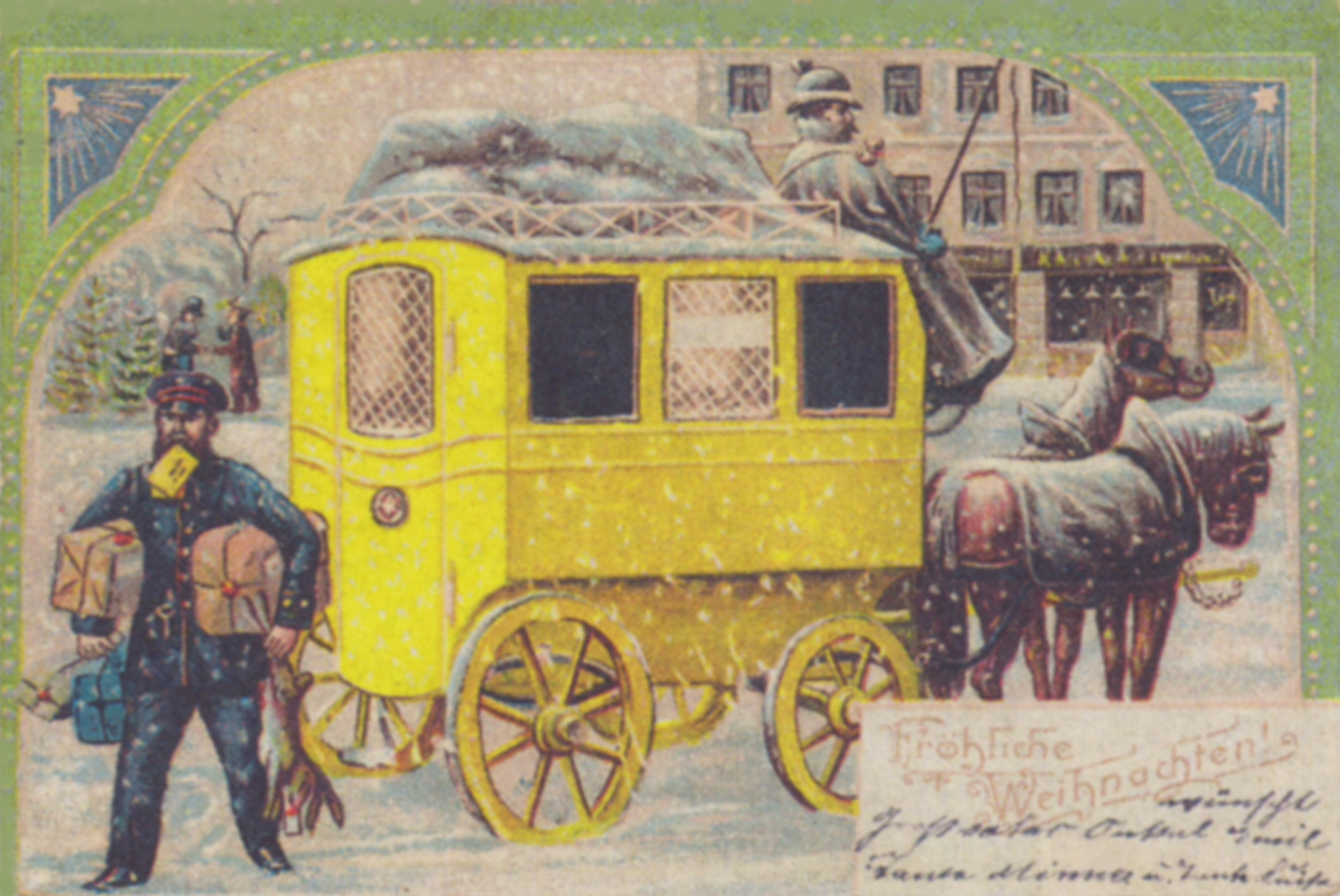
Німецька поштівка, 1904
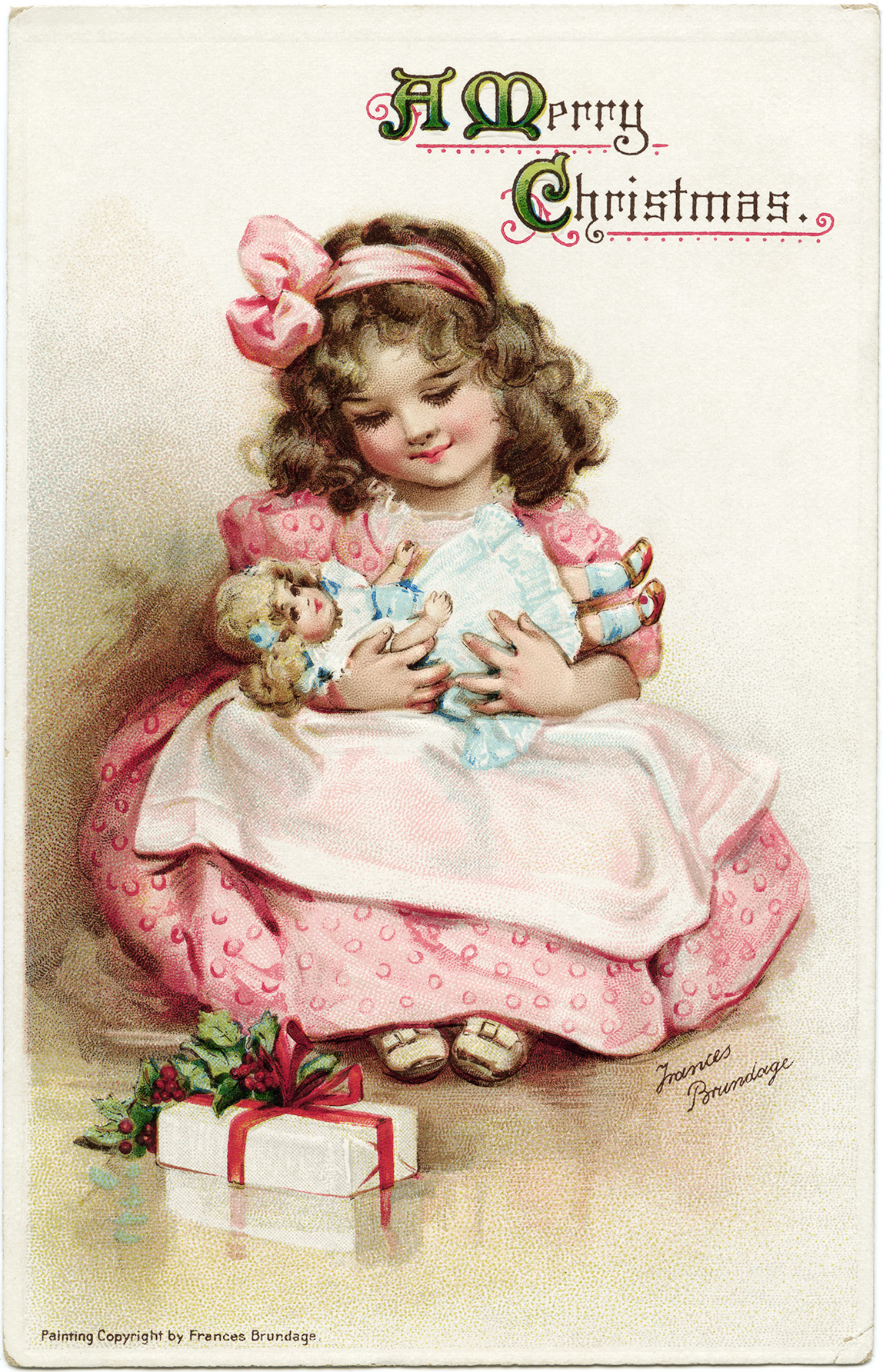
Френсіс Брундаж. Листівка, бл. 1910
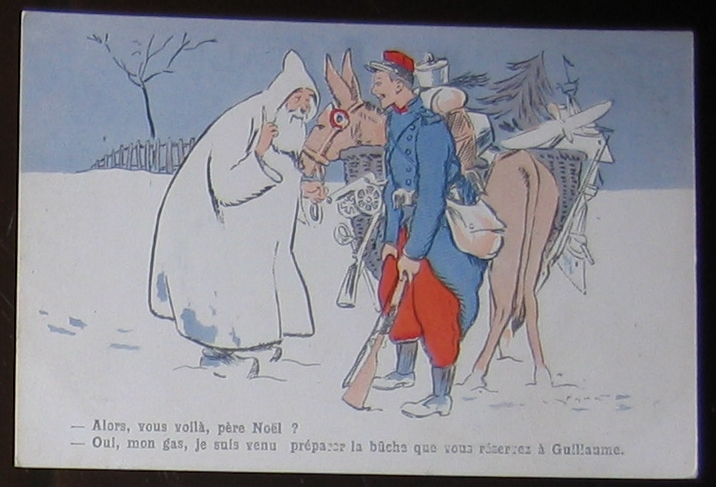
Французька листівка, 1914
М. Мунк. З українським вітанням, початок ХХ ст.
Українська листівка, бл. 1904
Олена Кульчицька, «Веселих Свят!», початок ХХ ст.
«Веселих Свят», бл. 1907
Ярослав Пстрак, «Святий вечір», початок ХХ ст.
Українська листівка, бл. 1912
Олена Кульчицька. «Ангели співають»
Народження Христа, початок ХХ ст.
Латвійська листівка. «Радісних зимових свят і щасливого Нового року!»
Російська поштівка, початок ХХ ст.

### Різдвяні листівки українського підпілля та діаспори

«З Різдвом Христовим», 1947
«З Різдвом Христовим», 1952
Юрій Костів. З Різдвом Христовим, 1952
Юрій Костів. Різдво в Україні 1952 року.
Мирон Левицький-«Лев». Христос рождається!
Святвечір
А. Каника. Різдвяна листівка
Святослав Гординський. Христос рождається
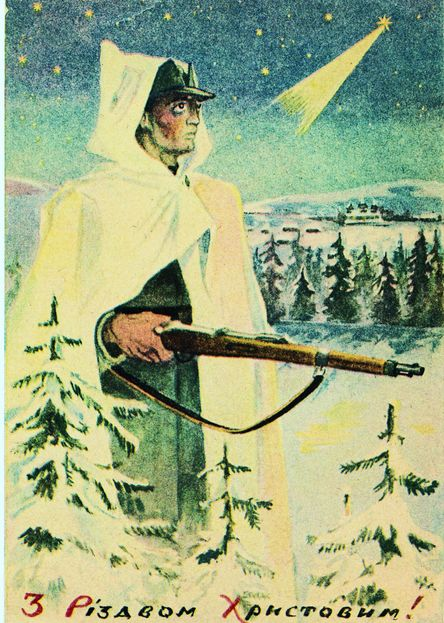
Поштівка видана 1947 р. Пресовим Бюро ЗП УГВР